# Johnny Schofield
John Reginald Schofield (Atherstone, 8 febbraio 1931 – Atherstone, 1º novembre 2006) è stato un calciatore inglese.

## Carriera
Ha giocato per sedici anni nel Birmingham City, come secondo di Gil Merrick, quindi per gli ultimi due anni della sua carriera nel Wrexham F.C.. Come primo portiere, Schofield disputò entrambe le finali della Coppa delle Fiere contro il Barcellona e la Roma. Giocò titolare anche nella Football League Cup del 1963, vincendo contro i rivali cittadini, l'Aston Villa, per 3-1. Con l'avanzare dell'età e la firma di Jim Scott Herriot, Schofield perse il suo posto nel club di Birmingham e fu trasferito al Wrexham FC nel 1966. Dopo soli due anni, si trasferì nella sua città natale diventando allenatore di portieri dell'Atherstone Town FC. Johnny è deceduto la notte del 1º novembre 2006.

## Palmarès

### Club

#### Competizioni nazionali
- Coppa di Lega inglese: 1

Birmingham City: 1962-1963
- Campionato inglese di seconda divisione: 1

Birmingham City: 1954-1955